# Non engagement de la présentation
Pour les articles homonymes, voir Engagement (homonymie).
L'engagement de la présentation est obtenu lorsque le plus grand diamètre de la présentation fœtale (qu'il s'agisse d'une présentation céphalique ou d'un siège) franchit l'entrée du bassin maternel (le Détroit Supérieur). Ce détroit supérieur est le seul obstacle entièrement osseux du bassin, et constitue donc un préalable à l'accouchement normal. Les obstacles que devra ensuite franchir la présentation ne sont qu'en partie osseux, et en partie musculaires et ligamentaires. On comprend donc que l'engagement réussi correspond à l'assurance d'un accouchement vaginal, du moins en termes de mécanique (une souffrance fœtale de dernière minute étant toujours susceptible de se produire et d'indiquer une césarienne).
Le non engagement de la présentation constitue donc une indication de césarienne indiscutable. Le diagnostic de non engagement repose sur l'examen au toucher vaginal qui apprécie un certain nombre de critères d'engagement. La plupart du temps, ce diagnostic n'est établi qu'après une période d'observation, qu'on appelle « Épreuve du Travail », observation très codifiée dans sa durée et sa surveillance aujourd'hui.